# Tjøtta
Tjøtta (af norrønt Þjótta, «den tykkeste del af låret» med henvisning til øyens visuelle form) er en ø i Alstahaug kommune i Nordland fylke i Norge. Øen er 11,3 km², med knapt 300 indbyggere. Tjøtta der ligger lige syd for øen Alsten er særdeles flad og velegnet til landbrug.
På Nordøya ligger Tjøtta internationale krigskirkegård med over 7.500 enkeltgrave for russiske krigsfanger fra 2. verdenskrig. 
Tjøtta har et færgeleje (på Kystriksvejen) og en småbådhavn.  

## Historie
Øen har været beboet i gammel tid, og der findes en stor mængde fund fra jernalderen og fra restene af en større gård på den sydlige del af øen, som i vikingetiden blev til Tjøttagodset, et magtcentrum i vikingetiden. Skjalden Eyvind Skaldaspillir boede der, samt sønnen vikinghøvdingen Hårek af Tjøtta. Ved kirken står der en bautasten af Eyvind Skaldaspillir.
Tjøtta var også et selvstændigt kirkesogn som indbefattede en række øer og dele af fastlandet omkring.
Tjøtta var også et tidligere herred, som i stor grad svarede til kirkesognet. Herredet blev i 1965 slået sammen med Alstahaug, på en tid da herredet havde knap 1.800 indbyggere. Herredet Tjøtta omfattede også dele af fastlandet ved Halsfjorden, en del af øen Alsten og en del mindre øer. 

## Erhvervsliv og kultur
Erhvervslivet er præget af fiskeri og landbrug. På Tjøtta ligger en forskningsstation for planter, Bioforsk Nord Tjøtta, som har overtaget Tjøttagodset.

Tjøtta kirke er en stenkirke fra 1851 som blev bygget efter at den forrige trækirke brændte ned.
Tjøtta Grendesamling med ca. 1.000 indsamlede genstande holder til i «den gammle skole».